# Numbulwar Airport
Numbulwar Airport är en flygplats i Australien. Den ligger i kommunen Roper Gulf och territoriet Northern Territory, omkring 560 kilometer öster om territoriets huvudstad Darwin.
Trakten är glest befolkad. Genomsnittlig årsnederbörd är 1 088 millimeter. Den regnigaste månaden är mars, med i genomsnitt 313 mm nederbörd, och den torraste är augusti, med 1 mm nederbörd.